# 엑스트레마두라 UD
엑스트레마두라 UD(스페인어: Extremadura Unión Deportiva, S.A.D.)는 스페인 엑스트레마두라주를 연고로 하는 축구단이다. 1927년에 창단되었으며, 2022년에 재정난으로 인해 해체되었다.

## 역대 감독
| 감독                   | 임기 |
| ---------------------- | ---- |
| 라파엘 마르틴 바스케스 | 2018 |